# Yslaire
Bernard Hislaire, que firma como Yslaire, es un historietista belga, nacido en Bruselas en 1957.

## Biografía

### Infancia e inicios profesionales
Bernard Hislaire nació en Bruselas (Bélgica), en 1957. Su infancia se desarrolló en un entorno familiar holgado y de elevado nivel intelectual. Su padre, Jacques Hislaire, es periodista de la Libre Belgique. Su madre, Anne-Marie Guislain, es una alta funcionaria del Ministerio belga de Asuntos Exteriores.
Comenzó a dibujar sus primeras historietas a la tierna edad de 7 años. A 13 años y medio comenzó su formación con Jean-Marie Brouyère. Rápidamente, produjo su primeros dibujos para el fanzine Robidule y pulió su estilo en el Institut Saint-Luc de Bruselas.
En 1975, con solamente 18 años, se unió al equipo gráfico de Spirou donde escribió una corta historia dentro de la sección dedicada a las artistas jóvenes. Poco después, encadenó un relato de 16 planchas, Le Troisième Larron. Desde entonces, contó con el apoyo de los más grandes guionistas de la revista, especialmente Charles Dupuis y Raoul Cauvin.
En 1978, publicó con Jean-Marie Brouyère Coursensac et Baladin además de lanzar el mismo año su primera serie, Bidouille et Violette, publicada en álbumes por Dupuis entre 1981 y 1986. Por otra parte, publicó diversos dibujos humorísticos para el periódico La Libre Belgique y Le Trombone illustré. Su colaboración en el semanario fue celebrada por la crítica, que vio en él a uno de los renovadores de la historieta franco-belga, junto a Marc Wasterlain o Yann le Pennetier.

### Madurez
En 1986 y bajo el nombre de «Yslaire», lanzó Sambre con Balac (seudónimo de Yann). Esta serie, de inspiración romántica y un colorido excepcional, fue todo un éxito crítico y comercial.
Posteriormente ha publicado Cielo XX.com (1997) y El cielo sobre Bruselas (2006-2007), además de retomar su anterior saga con La Guerre des Sambre en 2007. También ha ejercido de guionista para Christian Darase (Le Gang Mazda) y Jean Louis Boccar (Trois vierges).
En 2009, participó en la exposición Le Louvre invite la bande dessinée junto a Nicolas de Crécy, Marc-Antoine Mathieu, Eric Liberge y Hirohiko Araki.

## Obra
| Título                | Fecha     | Autoría | Publicación | Notas |
| --------------------- | --------- | ------- | ----------- | ----- |
| Bidouille et Violette | 1978-1985 |         | "Spirou"    |       |
| Sambre                |           |         | "Circus"    |       |

## Premios y nominaciones
- 1998 Premio Haxtur al "Mejor Dibujo" por "Sambre" en el Salón Internacional del Cómic del Principado de Asturia España
- 1998 Nominación al Premio Haxtur a la "Mejor Historieta Larga" por "Sambre" en el Salón Internacional del Cómic del Principado de Asturia España
- 1998 Nominación al Premio Haxtur al "Mejor Guion" por "Sambre" en el Salón Internacional del Cómic del Principado de Asturia España